# Omori
《Omori》是由美國獨立工作室OMOCAT開發的電子角色扮演遊戲，改編自Omocat所創作的網絡漫畫系列《omori ひきこもり》。該遊戲主題圍繞焦慮和抑鬱等概念，融合心理恐怖元素。玩家將扮演一名名叫Sunny的蟄居男孩，以及他在夢幻世界中的另一個自我Omori，分別探索兩個世界，克服背後的恐懼並解開其中的秘密。遊戲中的互動取決於玩家所做的選擇，並導致多種結局。遊戲採用回合制戰鬥系統，受到角色情緒異常狀態的影響。
該遊戲的美術風格受到《地球冒險系列》和《夢日記》的啟發，同時也深受日本動畫和流行文化的影響。在成功進行Kickstarter募資活動後，由於多次開發困難，遊戲的發布一度推遲。最終在經過六年的籌備後，於2020年12月25日在Microsoft Windows和macOS平台上正式發布。開發團隊還宣布了日文翻譯計劃，並計劃將遊戲移植到任天堂任天堂Switch、PlayStation 4和Xbox One等平台上。截至2022年12月，該遊戲已售出超過100萬份。
《Omori》在上市後獲得了評論家的好評。評論家讚揚了其視覺效果、敘事元素、配樂，以及對焦慮和抑鬱的描繪，此外《Omori》還獲得了多個獎項提名，並在2021年獲得了DreamHack電子競技比賽的「大膽戲劇性」類別獎項。

## 概要
玩家將操縱兩名家裡蹲少年主角，即Omori和Sunny與他們的朋友一起在夢境和現實世界之間穿梭，展開探索的冒險，在與他們遇見的人士交流和與敵人戰鬥的過程中，過去和現在的秘密逐漸揭開，故事變成了主角們共同面對心理創傷，直面隱藏的記憶和真相的旅程，遊戲的大部分故事發生在主角每晚的夢境中，而夢境中的事件通常顯得支離破碎，充滿想像力的狂奔。然而關鍵時刻會讓主角從夢境中醒來，並藉由現實世界中對夢境進行補完，最終在結尾部分將所有要素連接在一起。故事融入了日本動漫、漫畫和遊戲的要素，並深入描繪了人性的陰暗面。且採用了多重情節和多結局的設計，根據玩家在遊戲中的行動達到5種不同的結局。
OMOCAT表示《Omori》是一部「內容豐富的作品」，在獨立遊戲中，其圖形、音樂和場景等內容量是非常豐富的。即使不考慮額外的路線和支線任務，僅主要路線的遊戲時間就預計約為20小時。在故事冒險的兩個世界中共有8個以上的迷宮，並出現了60多個非玩家角色。儘管以像素藝術為基礎，但作品中精緻的像素藝術和鉛筆素描風格的手繪插圖相互協調，包括敵人在內的角色和背景視覺都是用手繪動畫的方式繪製。此外，OMOCAT的藝術風格也是該作品的基礎特點之一。每一個細節都精心製作，呈現出高品質的質感，同時以豐富多彩、流行風格的同時，又帶有一些隱含的陰影，形成獨特的藝術風格。
儘管本作擁有可愛的視覺美術，但其中包含了「死亡」和「憂鬱症」等主題，以及恐怖和心理學恐懼的元素，在遊戲一開始就會顯示相關主題的注意事項。基於其獨特的設計，本作屬性被劃分為「心理恐怖角色扮演遊戲」（Psychological Horror RPG）。

## 遊戲操作
《Omori》的遊戲玩法受到日本電子角色扮演遊戲的啟發。玩家將控制由四個角色組成的隊伍：Omori、奧布里、凱和英雄，每個角色都擁有獨特的技能。在探索冥想世界時，玩家將透過完成輕鬆的支線任務和謎題來獲得獎勵和技能。此外，他們還能在整個遊戲過程中獲得對團隊有益的武器和物品，並可以使用遊戲貨幣蚌幣進行購買。。而在戰鬥之外，隊伍可以通過找到與Omori的姐姐瑪麗有關的野餐毯來進行治癒。
該遊戲採用回合制戰鬥系統，每個隊員可以執行一個動作，其他隊員還可以進行「跟進」攻擊。此外，角色和敵人都擁有稱為「心心」的生命值，當受到傷害時，心心值會減少，一旦心心值降至零，該角色就會被擊敗並變成吐司。與大多數角色扮演遊戲不同的是，隊員的戰鬥状态效果基於情感系統。隊員或對手的情緒在整個戰鬥過程中會隨著行動而變化，通常是基於其他隊員或敵人的行動。情緒效果有中立（無效果）、憤怒（增加攻擊但降低防禦）、悲傷（增加防禦但降低速度）和快樂（增加速度但降低準確度）。這些情緒之間存在相互抵銷和互補的關係——快樂戰勝憤怒，憤怒戰勝悲傷，悲傷戰勝快樂。此外，還存在更強烈的情緒效果，可以對戰鬥產生變化。

## 故事大綱
名義上的主角Omori在「白色空間」中醒來，這個白色小房間是他自從「有記憶」以來就一直存在的地方。他打開門，進入了充滿活力的「夢世界」，在那裡遇到了Omori的姐姐玛丽，以及他的朋友奧布里、凱、英雄和貝瑟爾。朋友們經過翻閱貝瑟爾相簿中的共同回憶後，決定邀請Omori參與冒險。在短暫的旅程中，當凱和奧布里扭打時，相冊不慎被摔壞。一張陌生的照片從中掉落，引起貝瑟爾的驚慌失措，他突然消失了。而Omori則被獨自傳送回白色空間，並用刀刺傷自己，揭示了先前冒險的真相，原來是一名十幾歲男孩Sunny的夢境世界。
在午夜時分，Sunny從床上醒來，通過母親的電話得知三天後他將搬離小鎮。他下樓吃宵夜時，面對著像噩夢般的幻象，冷靜下來後拿著牛排刀回到床上。當Omori再次在白色空間醒來時，他再度與奧布里、凱、英雄重逢，四人得知貝瑟爾失蹤的消息，決定前去營救他，並開始在冥想世界中四處尋找，玛丽則一路提供協助。然而，一系列遭遇讓他們分散了注意力，逐漸遺忘了有關貝瑟爾的記憶和拯救他的目標。
與此同時，Sunny回到現實世界後得知，玛丽在四年前已經去世，這導致其他五位孩子之間的友誼瓦解。雖然凱和英雄漸漸釋懷玛丽的離世，奧布里因為朋友們對玛丽的死漸行漸遠而感到憤怒，最終與他們斷絕往來，成為不良少年的領袖。貝瑟爾變得神經質和偏執，完全疏遠了其他朋友，而凱則試圖敲響Sunny住家的門，試圖重新建立過去的友誼。玩家可以選擇無視凱或者開門。如果他們選擇前者，Sunny將在剩下的三天裡待在家中，專注於夢世界的冒險而非和解。
如果選擇後一個選項，Sunny和凱在小鎮閒晃時會目睹奧布里欺凌貝瑟爾的情景。他們也發現奧布里偷走了貝瑟爾的真實相簿。當玩家再次與奧布里交戰並奪回相冊後，他們將其歸還給貝瑟爾，儘管一些照片遺失了，但貝瑟爾仍然保留了這本相簿。當Sunny和貝瑟爾一起吃晚飯時，貝瑟爾得知Sunny即將離開小鎮的消息後開始感到不安。第二天，奧布里在爭吵中不小心把貝瑟爾推入湖中，Sunny試圖拯救他，但英雄的及時到來使兩人都逃過了溺水的危機。Sunny回到夢世界後，Omori和他的朋友們找到了貝瑟爾破敗的小屋，而Omori則被傳送到更加恐怖的「黑色空間」，最後進入一個房間，Omori殺死了貝瑟爾，並將自己放在一個巨大的雙手寶座上。
在Sunny離開小鎮之前的最後一天，其他人與奧布里和解找到遺失的照片。奧布里接受了玛丽的死後，他們決定在貝瑟爾的家中共度最後一個晚上，儘管貝瑟爾因某些原因拒絕離開自己的房間。然而，那個晚上，Sunny在夢中直面了姐姐去世的真相：原來在一次爭吵中，Sunny不小心把玛丽推下樓梯，導致她死亡。貝瑟爾雖然否認Sunny有罪，但兩人仍然用玛丽的屍體吊死她，以掩蓋真相，讓玛丽的死看似自殺。當他們離開吊死玛丽的樹時回頭，他們發現玛丽睜開了一隻眼睛盯著他們看，這為隨後發生的多重幻覺埋下了伏筆。
儘管貝瑟爾內心充滿了內疚和自我厭惡，但Sunny的心理創傷導致他完全了封閉自己，並創造了冥想世界和Omori以掩蓋自己的創傷。為了隱瞞真相，每當Omori的記憶從黑色空間中逃脫時，都會被重置回原點。最後，Sunny在半夜醒來，玩家可以選擇進入貝瑟爾的房間與他對質關於玛丽的死，或者選擇回去睡覺。

### 結局
- 如果玩家選擇在開門時與凱接觸，就會在最後一天面對貝瑟爾。Sunny與精神不穩定的貝瑟爾互相攻擊，最終導致他們雙雙重傷昏倒。在昏迷中，Sunny回憶起他與玛丽和朋友們的回憶，並選擇面對Omori。然而，Omori拒絕死亡，並以暴力手段擊敗了Sunny，使遊戲進入Game Over畫面。

- 如果玩家選擇再試一次，Sunny會站起來克服內疚感，將Omori徹底從他的腦海中消除。隨後，Sunny在現實世界中在醫院醒來，然後前往貝瑟爾的病房。其他三位朋友也會在病房內等待，Sunny可能告訴他們玛丽死亡的真相，並以開放式結局作為結尾。此外，如果玩家每天在冥想世界為貝瑟爾的小屋花園澆水，片尾場景將顯示Basil在醫院醒來。他和Sunny會相互微笑，代表他們已經釋放了過去的負擔，繼續他們的生活。

- 如果玩家選擇放棄，Sunny讓Omori吞噬自己的存在，最終「Omori」在醫院醒來，並從陽台上跳下自殺。

- 如果玩家在最後一天忽略貝瑟爾，Sunny和他的朋友們醒來時發現Basil已經自殺了。根據玩家的選擇，Sunny可以使用牛排刀自殺，或者帶著內疚感離開小鎮。如果玩家最初選擇留在家裡，最終Sunny離開小鎮時會聽到救護車的警報聲，暗示貝瑟爾自殺的結局。

## 主要登場角色
Sunny
玩家可操作角色，故事主角，一位沈默寡言，嚴肅的16歲少年。小時曾是一位害羞但善良的男孩，但隨後因姊姊玛丽的死亡徹底切斷自己世界的聯繫，隔絕在家中成為了蟄居族。並逃避自幻想的“夢世界”，並通過另一個自我「Omori」在冥想世界中探險，進而所面對背後所壓抑的真相。
奧布里
Sunny的好朋友，在夢世界是一位非常開朗，總是樂於和朋友們一起玩耍的12歲小女孩，現實世界則是16歲的少女。在現實世界中，由於她不解其他朋友對於玛丽死亡的釋懷，使她感到極度孤獨，性格也變得暴躁和暴力，也成為小鎮的不良少年領袖，頭髮也染成了粉紅色。她欺凌的主要受害者之一是貝瑟爾，起初她對待老朋友們相當冷淡，也對於充滿敵意，即便如此，她還是會到教堂試圖通過祈禱來尋求內心的平靜。
凱
Sunny的好朋友，英雄的弟弟。在夢世界是一位精力充沛，性格有點粗魯的小男孩，現實世界則是16歲的少年。在現實世界中依舊保持著快樂的神態，但顯得更加成熟和善解人意，並他不斷嘗試幫助有需要的人，這常常導致他有時做出輕率的選擇，心中也希望希望與他的老朋友重新保持聯繫。然而儘管他的心意是好的，但有時也無法理解其他人複雜的感受，這也導致凱自己也有不安全感，尤其是在玛丽死後因無法幫助他的朋友而認為而覺得自己太過愚蠢了。
英雄
Sunny的好朋友，凱的哥哥。在夢世界是對烘焙、清潔等家務工作充滿熱情的15歲領袖，現實世界則是19歲的大學生。在現實世界中仍保持著友善、熱心的性格，也因其魅力而受到小鎮人們的欽佩。對他遇到的任何人都相當冷靜和理解，甚至在遇到困難時試圖安慰他們。過去似乎與玛丽相戀，Mari的死令他陷入了嚴重的抑鬱情緒中並一度閉門不出，在因此和凱產生爭吵後情況逐漸改善，並試圖讓他的生活回到正軌，儘管每當他想起玛丽的存在時就會非常情緒化。過去曾考慮成為一名廚師，然而在玛丽去世後，決定追隨父母的願望成為一名醫生。
貝瑟爾
Sunny的最好的朋友，在夢世界相對害羞和焦慮的12歲男孩，現實世界則是16歲的少年，也是整個遊戲故事背後的推動力之一。性格非常感性，喜歡以照片記錄朋友們快樂的回憶，害羞似乎源於自卑，把別人的需求置於自己之上。在現實世界中似乎更加焦慮和敏感，性格更加封閉，也非常害怕生活中的重大變化，並在盡可能“不妥協”地維持現實生活中找到了最大的安慰，同時也是奧布里的欺凌對象。隨著遊戲進一步接近真相可知，他是玛丽謀殺案的相關證人，可以推斷出他因隱瞞玛丽的死因從內疚到精神衰弱，玩家能根據選擇進一步影響該角色的結局。
玛丽
Sunny的親姐姐，在夢世界是一位善良溫柔的15歲少女，現實世界則已經去世，她的存在與死因則是遊戲最關鍵的真相。雖然和朋友與英雄互動時有著頑皮的一面，但性格實際非常完美主義，尤其是花很多時間在演奏鋼琴及參加大學預科課程之上，此外也相當關愛著弟弟Sunny。即使在死後，她的精神形態仍然表現出對於Sunny的寬容，她還試圖幫助Sunny原諒自己。

## 開發
《Omori》是由化名藝術家Omocat開發的遊戲。最初的計劃是製作一部圖畫小說，但後來決定將其轉換為電子遊戲，以便玩家能夠在故事中做出選擇。遊戲選擇了RPG Maker作為開發引擎，因為Omocat認為支援可訪問的平台和社區是非常重要的。Kickstarter募資活動於2014年啟動，並在一天之內達到了預期的資金目標。
最初預計遊戲的發布日期是2015年5月。為了協助遊戲的開發，Omocat聘請了幾名額外的團隊成員，包括一名RPG Maker專家，但仍希望保持團隊規模相對較小的目標。最初，Omocat曾邀請她的音樂家朋友Space Boyfriend和Slime Girls協助製作配樂；然而，在受到獨立歌手bo en的單曲〈My Time〉啟發後，她主動聯繫了他並提出將〈My Time〉作為隱藏音樂曲目的想法。此外，《Undertale》的作者托比·福克斯也協助作曲了遊戲的部分音樂。
隨著開發的進行和RPG Maker引擎版本的更新，團隊不斷修改遊戲的視覺風格、故事和遊戲玩法。當籌款資金用完後，他們只能依靠商品銷售來繼續開發遊戲。遊戲的發布日期一再推遲，直到2019年和2020年初。開發人員表示，如果玩家只玩主線劇情而不包括附加路線和支線任務，預計遊戲時間大約為20小時。並且承諾《Omori》將來會在任天堂Switch、PlayStation 4和Xbox One上推出。
《Omori》的任天堂Switch、PlayStation 4和Xbox One版本首次於2019年9月11日PLAYISM的東京遊戲展演示中宣布。PLAYISM還宣布將負責該遊戲在日本的發行，最初計劃在2020年發布，但後來推遲。在2021年12月的一次Indie World展示中，宣布任天堂Switch版本將於2022年第二季度發布。任天堂Switch、Xbox One和Xbox Series X/S的移植版本，以及Windows 10的新移植版本最終於2022年6月17日發布，PlayStation 4的移植版本則在延遲幾天後於2022年6月24日推出。這些版本由MP2 Games開發，並具有原始Steam版本中未包含的額外內容。
Fangamer為任天堂Switch和PlayStation 4推出的實體版最初計劃與數位版同步推出，但直到7月初才推出。

## 評價
《Omori》推出後獲得了玩家和評論界的普遍好評。PC版在Metacritic上獲得了87分（滿分100分）。PC Gamer的評論家蕾切爾·瓦茨（Rachel Watts）讚揚了遊戲的戰鬥玩法，稱其具備成為現代經典遊戲的條件。Destructoid的派屈克·漢考克（Patrick Hancock）則表示遊戲的劇情給他留下了深刻的印象，但也指出了一些可能會破壞某些玩家體驗的元素。
許多媒體出版社對《Omori》對焦慮和抑鬱的描述給予了正面評價。Rock Paper Shotgun的評論家凱特·貝利（Kat Bailey）將遊戲與自己的現實生活經歷進行了比較。她表示遊戲巧妙地運用了抑鬱主題，創造出令人難忘的黑暗情節。沃茨澤也指出遊戲「巧妙地捕捉了克服焦慮的情緒」，但同時批評了遊戲某些部分過於黑暗。
大多數評論者讚賞遊戲中角色對白和語法，將其與《地球冒險2 基格的逆襲》、《夢日記》、《Undertale》等遊戲進行比較。連線雜誌的評論家朱莉·福永（Julie Fukunaga）稱讚遊戲的敘事深度和心理主題，指出《Omori》在這種媒介中蓬勃發展[6]。漢考克則稱讚遊戲能夠將嚴肅和令人不安的主題與奇幻活力的世界相結合，他還提到他每週都會想起遊戲中角色對白的笑話。
評論家對於《Omori》的戰鬥回合制有不同的看法。漢考克批評了這個設定缺乏戰略深度，指出它「找到了一種有效的策略，基本上只是乏味地重複它」，並聲稱戰鬥模式「幾乎是多餘的」。相反地，貝利讚揚遊戲中「執行良好」的戰鬥和「困難」的BOSS，稱它們有助於打破一些劇情的關鍵性。沃茨表示遊戲的戰鬥能力讓派對感覺像是一個凝聚力強大的核心
《Omori》的視覺設計受到了積極的好評。沃茨讚揚遊戲風格的藝術指導，稱不同藝術風格的混合「確實增加了恐怖感」。貝利稱讚了遊戲具有日本動漫風格的剪輯效果，並指出這些效果為遊戲帶來了相當豐富的動畫元素。儘管對遊戲的戰鬥設定提出了批評，但漢考克仍然對遊戲的藝術風格給予了極高的評價，稱其「簡直是驚人的」。

### 獎項
《Omori》在2021年獨立遊戲節上獲得了兩項榮譽獎，它還在2021年的DreamHack的“夢想”獎中獲得三個類別的提名，最終獲得了“大膽戲劇性”類別獎項。
| 年份   | 獎賞                        | 部門                       | 結果 | 參考文獻      |
| ------ | --------------------------- | -------------------------- | ---- | ------------- |
| 2021年 | 第23屆独立游戏节            | Seumas McNally Grand Prize | 佳作 | [ 41 ]        |
| 2021年 | 第23屆独立游戏节            | Excellence in Visual Art   | 佳作 | [ 41 ]        |
| 2021年 | The Dreamies                | Daringly Dramatic          | 獲獎 | [ 40 ] [ 42 ] |
| 2021年 | The Dreamies                | Hellish Horror             | 提名 | [ 40 ] [ 42 ] |
| 2021年 | The Dreamies                | Compelling Character       | 提名 | [ 40 ] [ 42 ] |
| 2022年 | INDIE Live Expo Awards 2022 | 年度主題獎                 | 獲獎 | [ 43 ]        |

### 銷售
在日本，《Omori》的任天堂Switch版本在發行的第一週內售出了2,903份實體副本，成為當週該國第19暢銷的零售遊戲。在2022年12月31日，遊戲的官方Twitter帳戶宣布Omori已經售出了100萬份。

## 相關媒體
2023年，Omocat宣布與大森商品公司建立了合作夥伴關係，包括推出了以，《Omori》為主題的黏土人塑膠人偶。
2023年11月，宣布由此糸縫製作的改編漫畫將在講談社的每月下午雜誌上發布。並於2024年6月24日發布。

## 外部連結
- 官方网站
- omori ひきこもり，存于
- Omori於Kickstarter
- Omori的X（前Twitter）
- Omori的Instagram帳戶
- Omori的Facebook專頁
- OMORI SOUND TEAM在SoundCloud上的页面